# どっちの料理ショー
『どっちの料理ショー』（どっちのりょうりショー、英称:DOTCH COOKING SHOW）は、1997年4月17日から2006年9月14日まで、日本テレビ系列で放送されていた料理バラエティ番組のシリーズ（字幕放送、モノラル放送を実施）。放送時間は毎週木曜21:00 - 21:54（JST）。読売テレビとハウフルスの共同制作。台湾の日本のテレビ専門チャンネル「緯來日本台」でも放送されており、『料理東西軍』と呼称される。
本項ではリニューアル版である『新どっちの料理ショー』（しんどっちのりょうりショー）についても記述する。

## 概要
1995年10月から続いた『テンベストSHOW』シリーズ（『輝け!噂のテンベストSHOW』→『新テンベストSHOW』）を前身とし、1997年4月より放送をスタート。コンセプトは『新テンベストSHOW』時代の料理対決を、全体的にルールを変更する形で引き継いでいる。
関口宏と三宅裕司との2班に分かれ、毎回、似通っているが故に選択に迷う料理を贅をつくした素材で用意する。どちらの料理にするかをパネリストに選択させるが、選択した人数が多い側のみが食べることができるため、双方のチーム・パネリストの駆け引きも見られる。
開始してから第16回までは、オープニングでタイトルロゴが出る直前に司会者2人が「どっちの料理にしよう?」（番組タイトルのシャレ）と揃えてコールしていた。
1999年2月25日・2004年4月15日は報道特番のため放送時間をそれぞれ繰り下げしたが、通常通り放送を行った。
1999年10月14日には30分拡大の「秋の味覚満載スペシャル」を放送した。
2000年8月31日に視聴率21.2%(「アジ対イワシ」)を記録した。
第1回から309回(関口158勝三宅151勝)までの平均視聴率は約14%だった。
番組開始当初数ヶ月はやや苦戦したものの、それ以降長らく視聴率も安定しており、2003年頃までは帯レギュラーの同時間帯の首位を獲得し続けていたが、2004年頃からネタ切れや食材価格の高騰、エコ意識の高まり、演者の不祥事などがあり度々マスコミなどでバッシングを受け、視聴率が下降気味なる。この頃になると頻繁にリニューアルを繰り返したり、以前とは異なり似通った食べ物ではなく、同じ食べ物で競うケースが出たり、キッチンが3人になったりする回が出たりするなどしており、様々なテコ入れを図る。2005年4月14日より番組タイトルを『新どっちの料理ショー』に改め、ナレーションが変更された上で、視聴者参加型番組としてリニューアル、タレントを4人に減らし、「腹ヘリコプターズ」と称する視聴者のゲスト7名(初回は1万5000通の応募があった)の計11名（上段は草彅が紹介する形で一般参加者7名、下段は芸能人参加者4名）が対決する内容になったものの、更に視聴率が大幅に低下する事態となり、僅か8ヶ月で視聴者参加は廃止され、2006年1月放送分からは再度芸能人対決に戻され、参加総数も11名（上段6名、下段5名）→9名（上段5名、下段4名）になるなど、頻繁にテコ入れを行っていた。そして2006年9月14日を以って『どっちの料理ショー』シリーズは9年半にわたる歴史に幕を降ろした。最終回は「史上最強丼キング決定戦」と銘打ち、関口厨房は「親子丼」、三宅厨房は「カツ丼」で勝負、結果は親子丼が9対0で完封勝ち、参加全パネリストが食べられるという有終の美を飾り、更にパネリストの一人にして番組常連の渡辺徹が「25戦全勝」という大記録を打ち立てて終わった。
終了後は2007年1月4日に復活特別番組『どっちの料理ショー RETURNS 2007』が放送、パネリストは草彅の他、渡辺徹・勝俣州和・柴田理恵などの常連、新顔として、コメディアンでは森三中とザ・たっち、スポーツ界では野球界から石井一久（当時・東京ヤクルトスワローズ）と斎藤隆（当時・ロサンゼルス・ドジャース）、相撲界から把瑠都凱斗（当時・前頭3枚目）と黒海太（当時・前頭5枚目）、などが出演した。対決内容は「おかず対決」、そしてメニューは関口厨房が「和食おかず」、三宅厨房が「中華おかず」となり、そのメニューは一般人からのアンケートの結果、関口は「ブリの照り焼き」・「肉じゃが」・「ブタの生姜焼」、三宅は「エビチリ」・「餃子」・「麻婆豆腐」がおかずとなる。そしてご飯は、前年（2006年）に開催された米のコンテスト「全国米食味分析鑑定コンクール」で優勝した、山形県高畠町の米「ササニシキ」を使用した。結果は8対5で関口厨房が勝利、渡辺は連勝記録は「26」に伸ばした。なおこの復活特番では「撤収」と「負けシェフの試食」は行われなかった。また番組セットとBGMは「新」時代を継承したものの、正月特番に相応しく席のセットには「丼」と「割り箸」が描かれていた。そして草彅はこれが最後の出演となった。
2012年4月19日21:00 - 22:48には約5年ぶりの復活特別番組『帰ってきた!どっちの料理ショー 腹ペコ復活祭』が放送された。対決メニューは関口厨房が餃子、三宅厨房がから揚げで、後に関口厨房が「チャーハン」、三宅厨房が「あんかけ焼きそば」をサイドメニューとして追した。結果は7対4で三宅厨房の「から揚げ・あんかけ焼きそば」の勝利、そしてこの回にも出演した渡辺徹は勝利し、連勝記録を「27」に伸ばして終わった。一般視聴者にもデータ放送または番組ホームページで「餃子」または「から揚げ」のどちらかを選ぶ投票が実施された（この投票は3回実施された）。なお、番組セットとBGMは「新」時代ではなく「無印」時代を使用、また「撤収」「負けシェフの試食」「『ごちそうさま!』付きエンドクレジット」は行われなかった。
勝った方だけがその料理を食べられるというルールが特徴で関口は「ハラを空かせて待っていました。容赦しません」、三宅は「人の良さそうな顔をして、卑怯な手を使う関口さんには絶対負けません」と意気込んでいた。
番組開始時は日本テレビ系列のプロ野球中継が地上波で毎日のように放送されていた時期であり、開催時期のナイター期間には中継延長が頻繁にあった為に、番組開始が最大で2時間近く遅れることがあったが、放送休止となったケースはシーズン開幕時期と閉幕時期を除いては9年半の歴史の中で一度も無く、どんなに放送時間が遅くなろうとも必ず放送していた。また、2003年頃からは、そもそも地上波の中継回数が激減した事や、放送を延長をすることが極めて稀になったこともあり、番組末期になるとほとんど影響を受けなくなった。新どっちの料理ショーの時期になると、プロ野球中継をそもそも地上波では行わないことも多くなり、開幕時期や閉幕時期でも通常通り放送が行われることが増えた。
特徴として、レギュラー放送時は「1stジャッジ」中と「負けシェフの晩餐」中に提供クレジットを表示しているが、従来の1枚毎に全面タテ1列表示ではなく、1枚毎に上にヨコ1列×2社・下にヨコ1列×2社の表示になっていた。この表示方法は現在の『秘密のケンミンSHOW 極』まで受け継がれており、後番組の『ダウンタウンDX』が21:00からの2時間版などのSP編成時や日本テレビ制作の一部の特番（『ぐるぐるナインティナイン』の2 - 3時間SP等）でも同様になっている。
また、前番組「新テンベストSHOW」（リニューアル）開始と同時期に他系列にて放映開始された「新機動戦記ガンダムW」の劇中BGM（作編曲・大谷幸）もCM入り前アイキャッチを中心に使用されるようになった。

### web配信版で復活
2020年11月17日に読売テレビは11月19日から12月31日の期間限定で ytvMyDo!･TVer･GYAO!によるwebオリジナルコンテンツとして無料配信すると発表した。今回のweb配信版でのナレーションは2005年3月まで担当した木村匡也と関口伸が再び担当し、制作スタッフもかつてのディレクターや撮影班らが再び集結する。今回の対決メニューはキリンビールの『麒麟特製レモンサワー』にピッタリな「有名店のお取り寄せ」をテーマにレッドキッチンは餃子、イエローキッチンはメンチカツとなっており、公式サイトからのお取り寄せが可能となっている。今回の復活の背景にはコロナウイルスの影響で飲食業界全体が不況に陥っていることを受けて「何か応援するような企画ができないか」を広告代理店から提案され、そこで出てきたのが当番組であり、「街の名店の人気メニューを取り上げ、視聴者はその場でお取り寄せできる、そんなシステムを考えたときにウェブコンテンツという形が最適」として今回のwebオリジナルコンテンツでの復活につながったという。同局の中村元信チーフプロデューサーも「久々に集まったスタッフ全員が、当時をなつかしみながら制作したが、内容は決してノスタルジーに浸ることなく『現代でも通用する楽しめる番組』になったと自負している」とのコメントを寄せている。

## 出演者

### 司会
- レッドキッチン（関口厨房）：関口宏
- イエローキッチン（三宅厨房）：三宅裕司

各キッチンの料理に関しては関口・三宅の2人がそれぞれ事前に決定するが、2004年4月15日から2005年3月までは「チロリンDON」と称した、オープニング（2004年10月以降は次回予告にて）で料理名と関口・三宅の名前が書かれた2つのサイコロを振り、出た目でどちらの料理を応援するかを決定していた。そのため、三宅がレッドキッチン・関口がイエローキッチンになることがあり、セットのセンターにある料理名の看板の下に、関口・三宅の顔写真パネルが掛けられる、「チロリンDON」導入後では2004年11月18日から2005年3月の放送分までも続くが、レッドキッチンは関口、イエローキッチンは三宅と再度定着した。
2006年3月30日放送分の「ラーメン三国志」ではトリプルキッチン制となり、「オレンジキッチン」の司会として東野幸治が登場した。

### レギュラーパネリスト
- 草彅剛（番組開始から終了まで、稀にSMAPのコンサートや別の重要な仕事と収録が被った場合、出演しないことがあった。その場合の代理は同じジャニーズ事務所の先輩の近藤真彦が務めた。2007年1月の復活スペシャルでは出演したが、2012年4月の復活スペシャル『帰ってきた!どっちの料理ショー』では出演せず）
- 山田五郎（1998年12月まで、レギュラー降板後も数回出演も2003年以降は出演無し、レギュラー降板後1度だけ草彅の代理を担当したことがある）

### アシスタント （2003年4月より導入）
- レッドキッチン：炭谷宗佑（当時日本テレビアナウンサー）→森圭介（日本テレビアナウンサー、炭谷降板後から担当）
  - 不定期で藤井恒久[注 8]（日本テレビアナウンサー）が担当するときもあった。
- イエローキッチン：清水健（当時読売テレビアナウンサー）
  - 2012年4月の復活スペシャル『帰ってきた!どっちの料理ショー』では、上重聡（日本テレビアナウンサー）が担当。清水は本日の特選素材のVTRの一部を担当した。

### 調理
通常放送では、いずれも辻調理師専門学校（または系列校）の講師が各キッチンに一人ずつ担当。衣装は胸に「DOTCH COOKING」と記された番組オリジナルのコックコートを着用する、2006年途中からは辻調グループ校のコックコートになっている。
主な担当シェフ（登場順）
- 日本料理：近藤一樹・清水隆史・斉藤辰夫・橋本宣勝・川本徹也・杉浦孝王・市川聖・満園聖・濱本良司・大引伸昭
- 中華料理：堀内眞二・河合紘造・吉岡勝美・市川友茂・林誠孝・横田彰・西浜康之・谷康行
- 洋食：永作達宗・宮本滋・空閑利幸・可児慶大・三木敏彦・小川寿・中川徳康・西川清博・杉山忍・古俣勝・安藤裕康・分林眞人・岩井清次・肥田順・友松美博・斉藤直樹・片山耕一郎・眞木孝・榊正明・野上昌徳
- 洋菓子：山崎正也・高原亮一・堀田朗子・川北末一・野上隆・稲垣周治・浅野義明・百野浩史・上西弘泰・大川満・近藤敦志・ジャン＝リュック・ムーラン
- 和菓子：仲實・金澤賢吾

芸能人シェフ・最強定食対決
2006年2月23日放送分は、喰いタンとのコラボ企画で、関口厨房に木村祐一、三宅厨房に板東英二を迎え、豚肉をテーマ食材に、メイン料理を含め4品の定食を作った。
2006年5月4日放送分は、関口厨房に梅沢富美男、三宅厨房に天野ひろゆき（キャイ〜ン）を迎え、牛肉をテーマ食材に料理を作った。

### ナレーター
- 木村匡也（レッドキッチン担当、総合ナレーション：1997年4月 - 2005年3月、2007年1月4日、2001年頃から約1年間、出演がない時期があった。）
- 関口伸（イエローキッチン担当：1997年4月 - 2005年3月、2007年1月4日）
- 石塚運昇（レッドキッチン担当：2005年4月 - 2005年6月、裏番組担当の影響で短期間で降板。）
- 諏訪部順一（レッドキッチン担当：2005年7月 - 2006年9月）
- 立木文彦（イエローキッチン担当、新どっちの料理ショー総合ナレーション：2005年4月 - 2006年9月正式な担当になる以前も、木村が休演していた時期に担当したことがある。）
- 原亜弥（総合ナレーション → レッドキッチン「ドッチくん」声担当）
- 三田ゆう子（イエローキッチン「WHICHくん」声担当）

「ドッチくん」と「WHICHくん」は2004年4月から登場し、同年10月から声を当てるが、2006年3月16日で廃止された。
この他「新」になると「腹ペリコプターズ」紹介の時に、頭にプロペラを付けた「丸刈りの少年」と「おかっぱ頭の少女」のマスコットキャラが追加、「腹ヘリコプターズ」のネームプレートにも男女別に分けて記載されたが、正式名称は無く、声も無かった。その後一般参加者出場廃止に伴い不定期登場に変更、末期は「ドッチくん」・「WHICHくん」と共に廃止された。

## 主なコーナー

### どっちの料理ショー
今のお気持ちは?DOTCH
番組開始直後と中盤の2回、パネリストが今好きであると思う方をジャッジする（この結果はラストオーダーには反映されない）。『無印』では、選んだキッチン側の座席に座り（2回目のジャッジの際に移動してもよい）、ラストオーダーもそこで行う。『新』では、セット中央に設置されたパネリスト席でラストオーダーを含む全てのジャッジを行う。1998年4月以降は、1回目のジャッジの後、司会者による（関口）「どっちも」（2人）「クッキング!」のコールにより調理開始。
This is ○○、これが○○だ（1997年4月 - 1998年12月）
取り上げた料理をアピールするコーナーで、その料理の良いところや相手の料理の批判を語る。レッドキッチンが「This is ○○」、イエローキッチンが「これが○○だ」。
本日の仕入れ（1997年4月 - 1998年12月）
その料理の食材から5～6種類を紹介する、うち1種類はピックアップされて、仕入れ先の専門家のコメントを交えて紹介する、ナレーションは一貫にして原が担当。
本日の買い出し（1999年1月 - 1999年7月15日）
本日の仕入れを受け継ぐコーナー、主な食材1種類について仕入れる、本日の仕入れに続き、ナレーションは原が担当も、コーナー後期は両キッチンのナレーションに交代、買い出しのコーナー導入以降で、他の主な食材紹介はシェフかナレーションベースで紹介される、1999年8月以降から2001年3月15日まではスペシャルのみでこのコーナーが復活されている。
○○の誘惑、魅惑の○○（1999年7月22日 - 2002年6月）
その料理をメニューとして出している店の代表に料理の魅力を語ってもらい、試食しアピールするコーナー。2001年途中から紹介する店を3軒から1軒に変更。2002年3月中から店の代表が試食するところをじっくり見せて料理をアピールする、2002年4月18日放送分からサブタイトルも「お先にいただきます」を追加する。レッドキッチンが「○○の誘惑」、イエローキッチンが「魅惑の○○」
誘われて○○、恋しくて○○（2003年11月 - 2005年3月）
それぞれの料理のおいしさを想像してもらうコーナー。レッドキッチンが「誘われて○○」、イエローキッチンが「恋しくて○○」
本日の特選素材（レギュラーコーナー）
その料理の素材の中から目玉となる素材を1つ選び、それを調達するまでを密着取材、紹介するコーナー。番組の目玉であり、両キッチンの切り札でもある。特選素材で勝利に辿り着くメニューも数多い。2003年4月から2005年6月までに両キッチンのアシスタントもロケに登場する。
基本的に特選素材は食材であるが、稀に調理器具や食器が特選素材になることもある。
中期には特選素材を作った仕事人が、「食す」のコーナーで特選素材を使って対決する料理を作り試食することもあった。料理は仕事人が口にしたことがない物もしばしばあり、仕事人自身がその味に驚くこともあった。
味見・試食（レギュラーコーナー）
関口・三宅は調理過程ごとに味見しておいしさを訴えかける。ほぼ完成した状態でも試食することがある。レッドキッチン・イエローキッチンはパネリストに対して一口分の試食品を用意し、パネリストは試食後2回目のジャッジを下す。特選素材を引き立たせるもの、完成品を想像させるものなど様々。
おいしいお買い物（2003年4月17日 - 2003年9月）
本日の買い出しみたいに、その料理の食材から1種類をピックアップし、調達先でその料理に向いている商品を選ぶコーナー、調達先の専門家は同じ素材で違う商品、もしくは似ている素材で使える料理も指南する。
おいしい応援団（レギュラーコーナー）
グルメガイド的なコーナーで、そのメニューを扱う名店を紹介する。一時期エンディングで応援団の名店のおさらいをしていた。『新』では「レッツゴー」というタイトルで、取り上げる料理を激安の価格で提供する「安ウマ～リーズナブル」、開店間もない店「新名店～ニューカマー」、高単価か限定販売の「超限定～プレミアム」の名店を紹介、中期では「新名店～ニューカマー」と「超限定～プレミアム」と入れ替え、「ウワサの名店」を入れて紹介する。
ファイナルプレゼンテーション（レギュラーコーナー）
料理を仕上げるコーナーで、盛り付けの過程をパネリストに見せ、最後のアピールを行う、『新』では両キッチンのアシスタントが調理工程の実況も同時に行い、両司会者はシェフのサポートも行う。
ラストオーダー
料理が完成すると、10秒間のカウントダウン（この間、各キッチンの料理の調理工程がダイジェストで流れ、最後は完成品がアップで映し出される）の後、司会者による（関口）「今夜の」（2人）「ご注文は、どっち!?」のコールにより、パネリストがどちらを食べたいか最後の決断を下す（放送ではコールを言ったところで一度CMが入り、明けた後にコールを言うところから再開する）。パネリストは、テーブルにある赤（レッドキッチン）か黄色（イエローキッチン）の楕円形のパネル（パネルにはそのキッチンの料理名が書かれている）を手元のスイッチを押して立ち上げる。最終的に立ち上がったパネルの多い方が勝利となる。パネリストは必ず奇数なので引き分けはない（コンビ・トリオの場合は2人・3人で1票〈但し、1人1票のときがある〉、団体戦の場合は1チームで1票となる）。2002年4月18日放送分以降、勝利したパネラーが立ち上げたパネルのみ点滅するシステムになった。
撤収
負けキッチンの料理は、勝った司会者（パネリストやシェフ、アナウンサーが言う場合もあり）の「撤収!」の一声で（同時にジングルも流れ、画面上から「 撤収 」のテロップが降下する）、問答無用で片付けなければならず、撤収時の映像には敗れたキッチン側の謝罪テロップが表示される。2003年11月27日放送分以降は毎回撤収のシーンはあると限らず、撤収場面が放送されないと謝罪テロップも表示されなくなった。「チロリンDON」導入以降と『新』の全放送分では謝罪テロップは一度も表示されていない。
勝利メニューの会食
多数決に勝った司会者とパネリストたちが選択したテーマ料理を堪能する。
収録時間は通常回で2時間、SPでは6時間に及ぶとされるが、勝者の料理は勝ったパネリスト全員分を改めて調理するためさらに収録時間が長くなる。飲み物は、ビール・日本酒・ワインなどの酒、及びソフトドリンクが用意されるが、この後予定が入っている、もしくは酒が飲めない人物もいるため、飲酒するかどうかは出演者の任意である。当然、未成年者はソフトドリンクになる。デザート対決では緑茶やミルクティーなど酒ではないものになることもある。アシスタント導入当初は勝者側のアシスタントも会食に参加していたが、2003年4月10日のSP・『新』・2007年SP・2012年SPでは勝者のすぐ後ろで見守るのみとなっている。
負けた司会者とパネリストは食べることができず、ただ眺めるだけ（前身の『新テンベストSHOW』時代は勝った司会者・パネリストの背後に立つ形式だったが、この番組では負けキッチン側の座席に座ったままの形式に改められた）。なお、「敗者は食べられない」というルールを徹底させるため、通常の番組収録では付き物の弁当・ケータリングが当番組では一切支給されない。
初期はこのシーンで次回の対決内容と対決メニューの「片方のみ」が明かされた。後期・『新』にはレッドキッチン勝利時は「ドッチくん」、イエローキッチン勝利時は「WHICHくん」のナレーションで「本日のメニュー」が紹介された、「ドッチくん」と「WHICHくん」が廃止された後の放送分は勝利側のキッチンのナレーションが勝利メニューを紹介する。
○○（負けメニュー）試食/負けシェフの晩餐/○○（負けメニュー）の反省会
対決に敗れたシェフが、その料理を一人で試食しコメントを述べるコーナー。「反省会」では、負けた司会者（当然食べられない）と場合によってはレギュラーパネリストの草彅（負けた場合は食べられない）も出演する。末期には涙した「ドッチくん」（レッドキッチン敗北時）・「WHICHくん」（イエローキッチン敗北時）も登場していた。
「草彅君は負けたのに裏厨房にまわってつまみ食いをすることが多く、よくスタッフにしかられています」とプロデューサーの南中は語っていた。

### スペシャルで存在したコーナー
THE○○もヒッパレ（ - 1998年4月）
当番組と同じくハウフルスが制作し三宅が出演している『THE夜もヒッパレ』のパロディ。レッドキッチンが懐メロ、イエローキッチンが最新ヒット曲の料理にちなんだ替え歌を紹介した。

### エンドクレジット
勝った司会者とパネリストが一斉に「ごちそうさま!（各パネリストによっては「ごちそうさまでした!」）」と言うエンドクレジットで番組終了。第1回から最終回まで継続されたが、2007年SPと2012年SPでは使用されなかった。

## エンディング曲
どっちの料理ショー
- 山崎まさよし「アドレナリン」（1997年4月 - 9月）
- Palette Colors「Hurry Hurry!」（1997年10月 - 1998年3月）
- MISIA「陽のあたる場所」（1998年4月 - 9月）
- La'cryma Christi「Lhasa」（1998年10月 - 12月）
- Char「Touch my love again」（1999年1月 - 3月）
- 森たまき「静かな雨」（1999年4月 - 6月）
- Monday満ちる「Play It By Ear」（1999年7月 - 9月）
- ぢ・大黒堂「踊れ!ボンボン（ロングバージョン）」（1999年10月 - 2000年1月6日）
- ZOOOO「PIECE OF DREAM」（2000年1月13日 - 3月）
- KAB.「カレーライス」（2000年4月 - 6月）
- 坂口実央「How Many Days」（2000年7月 - 9月）
- paris match「HAPPY-GO-ROUND」（2000年10月 - 12月）
- TM NETWORK「IGNITION, SEQUENCE, START (ALBUM VERSION)」（2001年1月 - 3月）
- スィートショップ「WALL」（2001年4月 - 6月）
- SMOOTH ACE「Drivin」（2001年7月 - 9月）
- inconnue「ドミノ」（2001年10月 - 12月）
- FANATIC◇CRISIS「スプートニク -旅人たち-」（2002年1月 - 3月）
- Genius Nap「涙のルージュ」（2002年4月 - 9月）
- Ray of Light「僕の声」（2002年10月 - 12月）
- paris match「SONG FOR YOU」（2003年1月 - 3月）
- ザ・ベイビースターズ「ヤング ヤング ヤング」（2003年4月 - 6月）
- 大島花子「日曜のブランチ」（2003年7月 - 9月）
- チン☆パラ「Days」（2003年10月 - 12月）
- Psycho le Cemu「想い出歩記」（2004年1月 - 3月）
- 山弦「go.go.jp」（2004年4月 - 6月）
- DGEM「Sing Along」（2004年7月 - 9月）
- Miz「If you run」（2004年10月 - 12月）
- サルサ・ガムテープwith忌野清志郎「ONABE」（2005年1月 - 3月）

新どっちの料理ショー
- つじあやの「春風」（2005年4月14日 - 6月30日）
- KOKIA「幸せの花束」（2005年7月14日 - ）
- 槇原敬之「ごはんができたよ」（2005年10月 - 2005年12月）
- キリト「TEAR」（2006年1月 - 2006年3月）
- 千織「ラヴ&ピース」（2006年4月14日 - 2006年6月22日）
- Clair「PEACE OF THE WORLD〜Clair Solo Version〜」（2006年7月6日 - 2006年9月14日）

## 番組の勝敗データ
表内の数字は関口（レッド）・三宅（イエロー）の勝利数。
太字は勝者
| キッチン | 関口 | 三宅 |
| -------- | ---- | ---- |
| 2007年   | 1    | 0    |
| 2012年   | 0    | 1    |

| 厨房          | 関口 | 三宅 |
| ------------- | ---- | ---- |
| 1997 - 2012年 | 208  | 206  |

## どっちの○○ショー
この他にも、各番組において『どっちの料理ショー』に似た企画が行われたことがある。
- 後継番組『ニッポン旅×旅ショー』では「どっちのお取り寄せショー」というコーナーが行われた。三宅裕司VS藤井隆がテーマ地のお取り寄せ品をプレゼンし、関口宏とパネラーがジャッジして多数派になったほうがその品を食べることができる、というもの。このコーナーには「どっち〜」で使用されたロゴ・BGM等が使用されていた。
- 『めちゃ2イケてるッ!』（フジテレビ系）内では2000年10月21日放送分「どっちのADショー」[注 25]なる企画が行われたことがあった。
- 『笑う犬の発見』（フジテレビ系）内では2001年から2002年にかけて『どっちのモノマネショー』と言う本番組のパロディ企画が放送されたことがある。
- 海砂利水魚（現・くりぃむしちゅー）の冠番組だった『熱血!海ジャリ学院』（テレビ静岡）内では「どっちの教師ショー」という教師対決企画があった。
- アニメ『名探偵コナン』では江戸川コナン・服部平次と毛利小五郎・毛利蘭・遠山和葉が甲子園決勝観戦と宝塚観劇を賭けて推理対決をする「どっちの推理ショー」というエピソード（原作は第43巻収録）を放送した（放送日:2004年12月6日・12月13日）。（初登場）。江戸川コナン・毛利小五郎・毛利蘭が競馬で万馬券を買ったお寿司屋さんに推理をする「となりの江戸前推理ショー」というエピソード（原作は第92巻収録）を放送した（放送日:2018年3月3日・3月10日）。（14年ぶり2回目）。

## ネット局と放送時間
| 放送対象地域   | 放送局                                         | 系列                                           | 放送曜日・放送時間   | 備考                                 |
| -------------- | ---------------------------------------------- | ---------------------------------------------- | -------------------- | ------------------------------------ |
| 近畿広域圏     | 読売テレビ（ytv） 『どっちの料理ショー』制作局 | 日本テレビ系列                                 | 木曜日 21:00 - 21:54 | 同時ネット                           |
| 関東広域圏     | 日本テレビ（NTV）                              | 日本テレビ系列                                 | 木曜日 21:00 - 21:54 | 同時ネット                           |
| 北海道         | 札幌テレビ（STV）                              | 日本テレビ系列                                 | 木曜日 21:00 - 21:54 | 同時ネット                           |
| 青森県         | 青森放送（RAB）                                | 日本テレビ系列                                 | 木曜日 21:00 - 21:54 | 同時ネット                           |
| 岩手県         | テレビ岩手（TVI）                              | 日本テレビ系列                                 | 木曜日 21:00 - 21:54 | 同時ネット                           |
| 宮城県         | ミヤギテレビ（MMT）                            | 日本テレビ系列                                 | 木曜日 21:00 - 21:54 | 同時ネット                           |
| 秋田県         | 秋田放送（ABS）                                | 日本テレビ系列                                 | 木曜日 21:00 - 21:54 | 同時ネット                           |
| 山形県         | 山形放送（YBC）                                | 日本テレビ系列                                 | 木曜日 21:00 - 21:54 | 同時ネット                           |
| 福島県         | 福島中央テレビ（FCT）                          | 日本テレビ系列                                 | 木曜日 21:00 - 21:54 | 同時ネット                           |
| 山梨県         | 山梨放送（YBS）                                | 日本テレビ系列                                 | 木曜日 21:00 - 21:54 | 同時ネット                           |
| 新潟県         | テレビ新潟（TeNY）                             | 日本テレビ系列                                 | 木曜日 21:00 - 21:54 | 同時ネット                           |
| 長野県         | テレビ信州（TSB）                              | 日本テレビ系列                                 | 木曜日 21:00 - 21:54 | 同時ネット                           |
| 静岡県         | 静岡第一テレビ（SDT）                          | 日本テレビ系列                                 | 木曜日 21:00 - 21:54 | 同時ネット                           |
| 富山県         | 北日本放送（KNB）                              | 日本テレビ系列                                 | 木曜日 21:00 - 21:54 | 同時ネット                           |
| 石川県         | テレビ金沢（KTK）                              | 日本テレビ系列                                 | 木曜日 21:00 - 21:54 | 同時ネット                           |
| 福井県         | 福井放送（FBC）                                | 日本テレビ系列                                 | 木曜日 21:00 - 21:54 | 同時ネット                           |
| 中京広域圏     | 中京テレビ（CTV）                              | 日本テレビ系列                                 | 木曜日 21:00 - 21:54 | 同時ネット                           |
| 鳥取県・島根県 | 日本海テレビ（NKT）                            | 日本テレビ系列                                 | 木曜日 21:00 - 21:54 | 同時ネット                           |
| 広島県         | 広島テレビ（HTV）                              | 日本テレビ系列                                 | 木曜日 21:00 - 21:54 | 同時ネット                           |
| 山口県         | 山口放送（KRY）                                | 日本テレビ系列                                 | 木曜日 21:00 - 21:54 | 同時ネット                           |
| 徳島県         | 四国放送（JRT）                                | 日本テレビ系列                                 | 木曜日 21:00 - 21:54 | 同時ネット                           |
| 香川県・岡山県 | 西日本放送（RNC）                              | 日本テレビ系列                                 | 木曜日 21:00 - 21:54 | 同時ネット                           |
| 愛媛県         | 南海放送（RNB）                                | 日本テレビ系列                                 | 木曜日 21:00 - 21:54 | 同時ネット                           |
| 高知県         | 高知放送（RKC）                                | 日本テレビ系列                                 | 木曜日 21:00 - 21:54 | 同時ネット                           |
| 福岡県         | 福岡放送（FBS）                                | 日本テレビ系列                                 | 木曜日 21:00 - 21:54 | 同時ネット                           |
| 長崎県         | 長崎国際テレビ（NIB）                          | 日本テレビ系列                                 | 木曜日 21:00 - 21:54 | 同時ネット                           |
| 熊本県         | くまもと県民テレビ（KKT）                      | 日本テレビ系列                                 | 木曜日 21:00 - 21:54 | 同時ネット                           |
| 鹿児島県       | 鹿児島読売テレビ（KYT）                        | 日本テレビ系列                                 | 木曜日 21:00 - 21:54 | 同時ネット                           |
| 宮崎県         | テレビ宮崎（UMK）                              | フジテレビ系列／日本テレビ系列／テレビ朝日系列 | 日曜日 8:00 - 8:55   | 10日遅れ                             |
| 大分県         | 大分放送（OBS）                                | TBS系列                                        | 木曜日 18:55 - 19:49 | 9日遅れ                              |
| 沖縄県         | 琉球放送（RBC）                                | TBS系列                                        | 土曜日 14:54 - 15:50 | 1997年10月1日ネット開始。約2カ月遅れ |

2000年9月まではCS★日テレでも同時ネットされていた。

## エピソード
- 2001年8月9日は、前座番組『劇空間プロ野球2001 読売ジャイアンツ×阪神タイガース』中継（日本テレビ制作）が30分延長したために30分繰り下げて（21:30 - 22:24）放送されていた。しかし野球中継終了直前、中継の実況を担当していた小川光明（当時日本テレビアナウンサー）が本番組が21:30から放送されることを伝えようとした際に、続けて話す予定の現在の試合状況を伝えるコメントが混ざってしまい「なお、『どっちの料理ショー』は、5対2です[注 28]」とコメントしてしまった。だが、偶然にもこの日の本番組は三宅厨房の海鮮中華粥が5対2で勝利するという結末だった。この模様は後に、日本テレビのNG特集番組で「野球中継で奇跡の予言」として紹介された。なお、試合は巨人が7－2で勝利した。
- 宮崎県では、テレビ宮崎で、日曜午前8時から放送されていたため、関口が2024年3月まで司会を担当していた『サンデーモーニング』(宮崎県では宮崎放送で放送されている)の裏番組として放送されていた。

## スタッフ

### レギュラー放送版
- 構成：浜田悠、海老克哉、青木和佳、福原フトシ、すずきB（毎週）、東條真弓、杉山文三枝、山屋美晴、竹友ミカ（週替り）
- リサーチ：熊谷壽久、河合寛子
- 技術：ニユーテレス（TPブレーン名義）
- SW：藤本敏行
- カメラ：松尾俊一郎
- 調整：杉山博紀
- 音声：宮田伸行
- 照明：瀬戸五郎（テレビ東京照明→テレビ東京アート）
- 美術：箕田英二（読売テレビ）、別所晃吉（フジアール）
- タイトルデザイン：金原明彦
- キャラクターデザイン：田中秀幸（フレイムグラフィックス）
- キャラクターCG：秋田依子（フレイムグラフィックス）
- ロケ技術：TPブレーン、ヌーベルバーグ、池田屋、ハックベリー、HBCメディアクリエート、冨永浩、千年堂テレブレス
- 収録スタジオ：テクノマックス（1998年4月 - 最終回まで）、東京タワー芝公園スタジオ（現:東京タワースタジオ）
- VTR編集・MA：ザ・チューブ 加福大・柴田敏幸
- 音効：今野直秀
- TK：石橋葉子
- スタイリスト：大江宏明（関口宏担当）、ミニーコーポレーション
- 生花：丸美花園
- テーブルコーディネート：マンダリン工房
- 資料協力：日本テレビ（回によっては「NTV」表記）、NNN各局、NHK、読売新聞社など
- 協力：辻調グループ校、辻調理師専門学校、エコール・キュリネール国立（現:エコール 辻 東京）、ニチワ電機株式会社、デュポン コーリアン、株式会社ハードウェア
- 広報：永井若菜（読売テレビ）
- 制作：大塚峰子（読売テレビ）、田岸宏一（クロスエイト）、長井利光（ハウフルス）
- AP：清水紀枝（ハウフルス、以前は制作）
- 監修：菅原正豊（ハウフルス、以前は総合演出→企画）
- ディレクター：福田修、清水晶、白根伸一、紺野美嘉子、山崎陽宏、森本展寧、金城正尚、久留島香、関聖子（関→読売テレビ）、及川博志、大沢哲也、三澤美玲、佐藤和彦、森大介、太田憲一、山城丈治、小林正純、永井洋之
- 演出：石野隆己・髙城健一郎（ハウフルス）・川崎大志（ハウフルス、以前はディレクター）、中村元信（読売テレビ、以前はディレクター）
- プロデューサー：武野一起（読売テレビ）、津田誠（ハウフルス）
- 制作：読売テレビ、ハウフルス

#### 過去のスタッフ（レギュラー放送版）
- 構成：岡本寛子
- リサーチ：塚本紀子
- SW：島本健司、小川利行（小川→以前はカメラ）
- カメラ：宮崎健司
- 調整：塚本修、高木稔
- 音声：平澤晃
- 照明：照明技術
- 美術：綿谷登（読売テレビ）、羽田一成・大日方恵美（ジーケンアート）
- 収録スタジオ：アクト（1997年4月 - 1998年3月）
- VTR編集・MA：ザ・チューブ 前田純和・谷澤宗明・赤川淳・湯井浩司
- 音効：秋山武、鈴木信行
- 広報：岡本潤一・竹村麻美・梅渓通彦・川合アンナ・西田文彦・鈴木育子・蔭山衣子・丸谷忍・木村尚美・山田典昭（読売テレビ）
- 制作進行：藤原俊郷
- 制作：朝倉康晴、栗原健治
- AP：坂井良美（以前は制作進行→制作）、増田君儀（ハウフルス）
- ディレクター：宇梶英二、高橋研、新保文朗、藤嶋祥行、矢島宗一、後藤敬昭、門脇泰久、千葉隆弥、荒井かおり、蔭山竜彦、笠原裕明、岡部剛、中村靖、長澤快之
- 演出：佐藤浩仁（ハウフルス）
- チーフプロデューサー：山岸正人（読売テレビ、1997年4月17日 - 6月頃まで）
- EP（エグゼクティブプロデューサー）：南中佑介（読売テレビ、2004年8月 - 2005年6月頃まで、以前はプロデューサー）

### 2007年1月4日放送分
- 構成：浜田悠、海老克哉、杉山文三枝、山屋美晴、東條真弓
- リサーチ：フルタイム 河合寛子
- 技術：TPブレーン
- SW：藤本敏行
- カメラ：松尾俊一郎
- 調整：杉山博紀
- 音声：宮田伸行
- 照明：瀬戸五郎（テレビ東京アート）
- 美術：箕田英二（読売テレビ）、柴田慎一郎・別所晃吉（フジアール）
- タイトルデザイン：金原明彦
- ロケ技術：TPブレーン、ハックベリー、冨永浩
- 収録スタジオ：テクノマックス
- VTR編集・MA：ザ・チューブ 加福大・柴田敏幸
- 音効：今野直秀
- TK：石橋葉子
- スタイリスト：大江宏明（関口宏担当）、ミニーコーポレーション
- テーブルコーディネート：マンダリン工房
- 協力：辻調グループ校、デュポン コーリアン、株式会社ハードウェア
- 広報：永井若菜（読売テレビ）
- 制作：大塚峰子（読売テレビ）、田岸宏一（クロスエイト）、長井利光（ハウフルス）
- AP：清水紀枝（ハウフルス）
- 監修：菅原正豊（ハウフルス）
- ディレクター：久留島香（ハウフルス）、山崎陽宏、大沢哲也（ハウフルス）
- 演出：石野隆己・髙城健一郎（ハウフルス）、中村元信（読売テレビ）
- プロデューサー：武野一起（読売テレビ）、津田誠（ハウフルス）
- 制作：読売テレビ、ハウフルス

### 2012年4月19日放送分
- 構成：浜田悠、海老克哉、すずきB、政宗史子、山屋美晴
- ナレーター：真地勇志[注 29]（レッドキッチン）、立木文彦（イエローキッチン）
- リサーチ：フルタイム
- 技術：ティ・ピー・ブレーン
- SW：藤本敏行
- カメラ：小川利行
- 音声：森田篤
- VE：原啓教
- 照明：瀬戸五郎（テレビ東京アート）
- 美術：柴田慎一郎・別所晃吉（フジアール）
- CG：グレートインターナショナル
- タイトルデザイン：橋本千恵子
- ロケ技術：ティ・ピー・ブレーン、ハックベリー、コシマ・プロダクション、CMC、札幌映像プロダクション、クロステレビビジョン、森山弘喜（アビス）、興克樹（ZOU）
- 収録スタジオ：テクノマックス
- 編集・MA：ザ・チューブ 加福大・柴田敏幸
- 音効：neo 今野直秀・鈴木信行
- TK：石橋葉子
- スタイリスト：大江宏明（関口宏担当）、ミニーコーポレーション
- テーブルコーディネート：深沢えり子、松山綾子
- 協力：辻調理師専門学校
- 映像協力：日本テレビ、札幌テレビ、南海放送、高知放送、沖縄映像センター、NHK
- 宣伝：竹村麻美・瀬野尾光則（読売テレビ）
- 制作：藤枝祐一郎（ハウフルス）、荒巻由希子（ワイズビジョン）、山崎真央（読売テレビ）
- AP：西川義嗣・関聖子（読売テレビ）
- 監修：菅原正豊（ハウフルス）
- ディレクター：浦田裕貴（ハウフルス）、平山勝雄（読売テレビ）、山下卓哉・森大介（ハウフルス）
- 演出：高城健一郎・大澤哲也（ハウフルス）
- プロデューサー：中島恭助（読売テレビ）、清水紀枝（ハウフルス）
- チーフプロデューサー：木谷俊樹（読売テレビ）、津田誠（ハウフルス）
- 制作協力：ハウフルス
- 制作著作：読売テレビ

## 関連書籍
ブックマン社からレシピ本が発行されている。
- 『どっちの料理ショー』（よみうりテレビ+ハウフルス編、1997年6月20日、ISBN 4-89308-318-X）
- 『どっちの料理ショー2』（よみうりテレビ+ハウフルス編、1997年12月15日、ISBN 4-89308-330-9）
- 『どっちの料理ショー3』（よみうりテレビ+ハウフルス編、1998年12月15日、ISBN 4-89308-354-6）

また、日本テレビからはレストランガイドや取り寄せカタログが発行された。
- 『どっちの料理ショー発 丼の誘惑』（2000年5月1日、ISBN 4-8203-9749-4）
- 『どっちの料理ショー 特選素材 取り寄せカタログvol.1』（2004年12月18日、ISBN 4-8203-9924-1）
- 『どっちの料理ショー 特選素材 取り寄せカタログvol.2』（2004年12月24日、ISBN 4-8203-9925-X）